# 밀고자 (1935년 영화)
《밀고자》(영어: The Informer)는 1935년 미국의 드라마 영화로, 1920년 아일랜드 독립 전쟁의 이면을 다루고 있다. 리엄 오플래허티의 동명 소설을 원작으로 더들리 니컬스가 각색하고 존 포드 감독이 연출하였다. 빅터 매클래글렌, 헤더 에인절, 마고 그레이엄, 프레스턴 포스터, 마고 그레이엄 등이 출연하였다.

## 출연진
- 빅터 매클래글렌 - "지포" 놀런
- 헤더 에인절 - 메리 맥필립
- 프레스턴 포스터 - 댄 갤러거
- 마고 그레이엄 - 케이티 매든
- 월리스 포드 - 프랭크 맥필립
- 유나 오코너 - 맥필립 부인
- J. M. 케리건 - 테리
- 조지프 소여 - 바틀리 멀홀랜드
- 닐 피츠제럴드 - 토미 오코너
- 도널드 미크 - 피터 멀리건
- 다시 코리건 - 맹인 사나이
- 리오 매케이브 - 도너휴
- 게일로드 펜들턴 - 데니스 데일리
- 프랜시스 포드 - "판사" 플린
- 메이 볼리 - 마담 베티